# Заяц, Андрей Иванович
Андрей Иванович Заяц (укр. Андрій Іванович Заяць; род. 27 октября 1971, Ужгород) — украинский дипломат. Чрезвычайный и Полномочный Посол Украины в Гвинеи (2007—2013). Чрезвычайный и Полномочный посол Украины в Сенегале (2008—2013). Чрезвычайный и Полномочный Посол Украины в Кот-д’Ивуаре (2009—2013). Государственный секретарь Министерства иностранных дел Украины.

## Биография
Родился 27 октября 1971 года в городе Ужгород.
В 1993 году окончил Ужгородский национальный университет, факультет романо-германской филологии.
В 1993—1995 годах — школьный учитель Часловецкой школы в Ужгородском районе Закарпатской области.
В 1995—1998 годах — референт, атташе, третий секретарь Посольства Украины в Венгрии.
В 1998—2000 годах — второй секретарь МИД Украины.
В 2000—2003 годах — второй, первый секретарь Посольства Украины в Бельгии.
В 2003—2004 годах — консул Генерального консульства Украины в Ниредьгазе, Венгрия.
В 2004—2005 годах — начальник отдела анализа и планирования Департамента консульской службы МИД Украины.
В 2005—2006 годах — заместитель директора Департамента Секретариата МИД Украины.
В 2006—2008 годах — директор Департамента Секретариата МИД Украины, член делегации Украины 14-го заседания Совета министров ОБСЕ.
С 18 декабря 2007 по 5 июля 2013 года — Чрезвычайный и Полномочный Посол Украины в Гвинее.
С 17 июня 2008 по 5 июля 2013 года — Чрезвычайный и Полномочный Посол Украины в Сенегале по совместительству.
С 15 июля 2009 по 5 июля 2013 года — Чрезвычайный и Полномочный Посол Украины в Кот-д’Ивуаре по совместительству.
С июля 2013 по февраль 2014 года — Посол по особым поручениям МИД Украины.
С марта по июль 2014 года — директор Департамента Секретариата Министра МИД Украины.
С июля по декабрь 2014 года — директор Департамента стран Ближнего Востока и Африки МИД Украины.
С 10 декабря 2014 по 30 июля 2015 года — руководитель Аппарата Премьер-министра Украины.
С августа 2015 по декабрь 2016 года — директор Департамента стран Ближнего Востока и Африки МИД Украины.
С декабря 2016 по март 2020 года — государственный секретарь МИД Украины.

## Дипломатический ранг
- Чрезвычайный и Полномочный посланник первого класса[8].